# Cultura de Karasuk

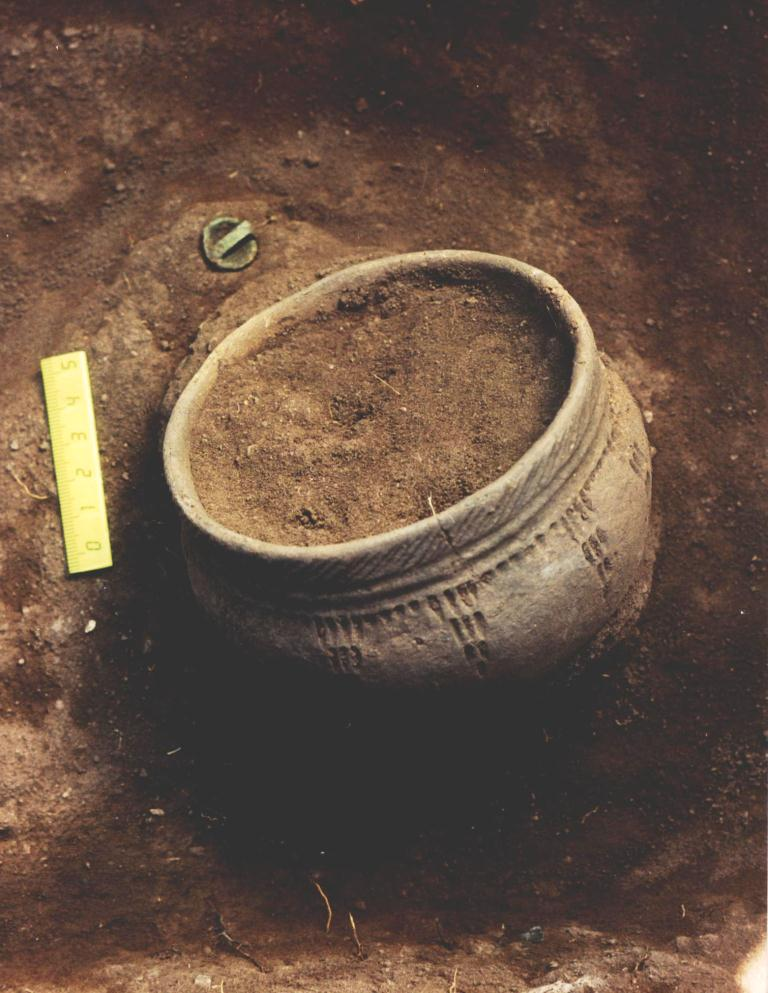
Cerámica de la cultura Karasuk

La cultura de Karasuk es el nombre que se le da a una cultura arqueológica que comprendía a una población de la Edad del Bronce distribuida entre el mar de Aral ―al oeste― y la cuenca alta del río Yenisei ―al este―. Dicha cultura se desplegó en el período que va del 1500 al 800 a. C.
Como en muchas otras culturas arqueológicas, el "epónimo" deriva del sitio en donde se hicieron los primeros hallazgos arqueológicos relevantes; de tal modo que el nombre Karasuk es moderno, de origen turco-tártaro (kara: ‘negro’; suk: ‘monte’) y le fue dado por los arqueólogos rusos. Los restos hasta el presente (2006) hallados de esta cultura son mínimos y casi íntegramente corresponden a ámbitos funerarios. En efecto, de los karasuks se han encontrado ya más de 2000 sepulturas.
Los arqueólogos han propuesto que la cultura karasukiana puede ―con altas probabilidades― haber sido constituida mediante la fusión de culturas locales siberianas (por ejemplo la llamada cultura glascoviana) con elementos indoiranios inmigrados, aunque también son resaltables los probables factores constituyentes paleochinos).
La economía de los karasuks estaba basada en la pastoricia y en una agricultura muy primitiva.
En las regiones más occidentales la cultura Karasuk, portada por pastores que practicaban una ganadería y ―sobre todo― una pastoricia muy extensivas, suplantó a las culturas afanásievo y Andrónovo.
El arte karasukiano es afín al arte animalístico escíticosiberiano. Es decir, un arte en el cual preponderan como motivos ornamentales, y quizás sagrados, las representaciones de animales, representaciones muy dinámicas, estilizadas, llenas de tensión y de una estilización próxima a la abstracción (Véase: Arte de las estepas y Arte en Siberia). Sin embargo algo resulta especialmente diferente en el arte de los karasuks: en él se presentan rasgos distintivos que recuerdan al arte chino del período Shang.
Los asentamientos karasukianos constaban principalmente de habitaciones semisubterráneas (típicas para soportar los extremos fríos invernales, muy semejantes a las viviendas utilizadas por los saja ―o "yakutas").  Los sepulcros eran fosas cubiertas por túmulos (véase kurgán) encerrados en un recinto cuadrado de piedras.
La metalurgia era entre los krasukianos, muy avanzada; prueba de ello son los cuchillos recubiertos en bronce con empuñaduras muy decoradas y las también muy decoradas bridas de sus caballos.

## Interpretación de la cultura karasukiana
Existe, aún en el 2006 bastante indecisión para interpretar a las poblaciones karasukianas junto a su cultura y su historia, así como sus filiaciones. Según algunos estudios se trataría de poblaciones protoiranias, según otras, se trataría de poblaciones prototurcas. Se ha sugerido que pudieran ser antepasados de los ket y también de los llamados por las crónicas chinas "tin-ling" y los xiongnu. Lo anterior a causa de la semejanza de los artefactos de los karasuks y los de la cultura paleochina de los shang, mientras que el estilo karasuk contrasta con el de las culturas procedentes de áreas occidentales como las culturas Afanásievo y Andrónovo.
Por tales interpretaciones a partir de estilos artísticos, los karakasukianos pueden haber sido inmigrantes (¿Tin-ling?) en Siberia, procedentes de la China septentrional tras la caída del reino de los Shang y, entonces, es probable que ―posteriormente a una etapa karasuk― podrían haberse transformado en los xiongnu-andrónovo y los de la cultura karasuk; en la segunda, aunque se encuentran cráneos morfológicamente próximos a los andrónovos, aparecen también muchos cráneos de morfología mongoloide, quizás de poblaciones procedentes de la China Septentrional.